# Jacob Friedrich Reimmann
Jacob Friedrich Reimmann (Gröningen, 22 gennaio 1688 – Hildesheim, 1º febbraio 1743) è stato un teologo, pedagogo e filosofo tedesco.
Fu un teologo luterano, bibliotecario a Magdeburgo.

## Opere
- Jakob Friedrich Reimmann, Critisirender Geschichts-Calender von der Logica, Frankfurt am Main 1699.
- Jakob Friedrich Reimmann, Poesis Germanorum [...] Bekandte und Unbekandte Poesie der Deutschen, Leipzig 1703.
- Jakob Friedrich Reimmann, Versuch einer Einleitung in die Historiam Literariam, 6 Bde, Halle/Saale 1708–13.
- Jakob Friedrich Reimmann, Versuch einer Einleitung in die Historie der Theologie. Magdeburg u. Leipzig 1717
- Jakob Friedrich Reimmann, Historia universalis atheismi et atheorum falso et merito suspectorum, 1725.